# Kalman Hunyady Memorial
 (janvier 2023).
Si vous disposez d'ouvrages ou d'articles de référence ou si vous connaissez des sites web de qualité traitant du thème abordé ici, merci de compléter l'article en donnant les références utiles à sa vérifiabilité et en les liant à la section « Notes et références ».
Le Kalman Hunyady Memorial est une course hippique de trot attelé se déroulant au mois de septembre sur l'Hippodrome de Krieau à Vienne (Autriche).
C'est une course internationale de Groupe II réservée aux chevaux de 3 à 14 ans. Pendant quelques années, elle fut classée en Groupe I.
Fondée en 1898, elle se court sur la distance de 2 300 mètres, départ à l'autostart. L'allocation 2007 est de 30 000 €.

## Palmarès
| Année | Cheval         | Driver              |
| 1999  | Giesolo de Lou | Jean-Étienne Dubois |
| 2000  |                |                     |
| 2001  |                |                     |
| 2002  |                |                     |
| 2003  |                |                     |
| 2004  |                |                     |
| 2005  |                |                     |
| 2006  | Isn't it Pacha | Laurent Coubard     |
| 2007  | Opal Viking    | Jorma Kontio        |
| 2023  | Lozano Boko    | Christoph Fischer   |